# Melodi Grand Prix Junior
Il Melodi Grand Prix Junior è una competizione canora norvegese organizzata ogni anno a partire dal 2002. La competizione è aperta ai bambini e agli adolescenti di età inferiore ai 16. La lingua usata principalmente nei testi delle canzoni è il norvegese, ma è stato anche usato anche il Sami una lingua parlata in Norvegia. Il vincitore della competizione può competere nel MGP Nordic.

## Storia
L'ispirazione nel creare una versione norvegese del Junior Eurovision Song Contest è venuto dal creatore del JESC, Danmarks Radio (DR), che lo ha lanciato nel 2000. Nell'autunno del 2001, NRK ha invitato i bambini tra gli 8 e i 15 anni a inviare canzoni per la prima edizione di questa competizione, e la giuria poi ne seleziona dieci da portare in finale all'Oslo Spektrum.Il formato è stato un successo e ha attirato l'attenzione di Norvegia e Svezia nel 2002. Dal 2003 al 2005, il concorso è stato utilizzato per selezionare il o la cantante norvegese che parteciperà al Junior Eurovision Song Contest (JESC). Nel 2006 la Norvegia si è ritirata dal concorso per partecipare al MGP Nordic e il concorso è stato utilizzato per selezionare la voce per la controparte scandinava fino al 2009. il MGPjr si tiene ancora ogni anno, ma non viene utilizzato per selezionare una voce per nessun concorso. Poco dopo il Junior Eurovision Song Contest 2021, NRK ha rivelato che una delegazione è stata inviata a Parigi per osservare l'evoluzione del concorso, sollevando dubbi su un possibile ritorno nel 2022. Solo pochi giorni dopo la fine dell'edizione 2002 NRK ha annunciato modifiche al formato, mettendo così a repentaglio il futuro del concorso.

## Vincitori
| Anno | Artista           | Lingua          | Canzone                   | Traduzione in inglese    |
| ---- | ----------------- | --------------- | ------------------------- | ------------------------ |
| 2002 | To små karer      | norvegese       | "Paybacktime"             | –                        |
| 2003 | 2U                | norvegese       | "Sinnsykt gal forelsket"  | Crazy in love            |
| 2004 | @lek              | norvegese       | "En stjerne skal jeg bli" | I’m gonna be a star      |
| 2005 | Malin             | norvegese       | "Sommer og skolefri"      | Summer and school free   |
| 2006 | Ole Runar         | norvegese       | "Fotball e supert"        | Football is super        |
| 2007 | Celine            | norvegese       | "Bæstevænna"              | Best friends             |
| 2008 | The BlackSheeps   | norvegese, Sami | "Oro jaska, beana"        | Be quiet, dog            |
| 2009 | Jørgen            | norvegese       | "Din egen vei"            | Your own way             |
| 2010 | Torstein          | norvegese       | "Svikter aldri igjen"     | Never let you down again |
| 2011 | Sval              | norvegese       | "Trenger deg"             | Need you                 |
| 2012 | Marcus & Martinus | norvegese       | "To dråper vann"          | Two drops of water       |
| 2013 | Unik 4            | norvegese       | "Så sur da"               | So angry then            |
| 2014 | Mathea-Mari       | norvegese       | "#Online"                 | –                        |
| 2015 | Thea              | norvegese       | "Du gjør mæ så gla"       | You make me so happy     |
| 2016 | Vilde & Anna      | norvegese       | "Vestlandet"              | Western Norway           |
| 2017 | Oselie Henden     | norvegese       | "Verda vår"               | Our world                |
| 2018 | 4everU            | norvegese       | "Forandring"              | Change                   |
| 2019 | Anna & Emma       | norvegese       | "Kloden er syk"           | The Globe is Sick        |
| 2020 | Hennika           | norvegese       | "Kan ikke la deg gå"      | Can't let you go         |
| 2021 | Josefine & Oskar  | norvegese       | "Smitte deg med glede"    | Infect yourself with joy |
| 2022 | William           | norvegese       | "Tusen tanker"            | A thousand thoughts      |